# Agametrus peruvianus
Agametrus peruvianus là một loài bọ cánh cứng trong họ Bọ nước. Loài này được Laporte miêu tả khoa học năm 1835.